# Njutångers landskommun
Njutångers landskommun var en tidigare kommun i Gävleborgs län. Kommunkod 1952-1962 var 2117.

## Administrativ historik
Njutångers landskommun inrättades den 1 januari 1863 i Njutångers socken i Hälsingland när 1862 års kommunalförordningar trädde i kraft. Den 23 april 1869 bröts ett område i kommunens västra del ut för att, tillsammans med delar av kommunerna Enånger, Forsa och Arbrå, bilda Nianfors landskommun.
Den 1 januari 1949 (enligt beslut den 19 mars 1948) överfördes till Njutångers landskommun och församling från Idenors landskommun och församling vissa områden med 31 invånare och omfattande en areal av 1,66 km², varav allt land.
Vid kommunreformen 1952 bildade den "storkommun" genom sammanläggning med grannkommunen Nianfors (därmed återfördes också det område som år 1869 brutits ut ur kommunen).
Den 1 januari 1963 bildade Njutångers landskommun tillsammans med Enångers landskommun den nya Iggesunds landskommun. Sedan 1971 tillhör området den nya Hudiksvalls kommun.

### Kyrklig tillhörighet
I kyrkligt hänseende tillhörde landskommunen först Njutångers församling. Den 1 januari 1952 tillkom Nianfors församling.

## Kommunvapen
Njutångers landskommun förde inte något vapen.

## Geografi
Njutångers landskommun omfattade den 1 januari 1952 en areal av 206,94 km², varav 192,63 km² land. Efter nymätningar och arealberäkningar färdiga den 1 januari 1961 omfattade landskommunen samma datum en areal av 194,98 km², varav 181,45 km² land.

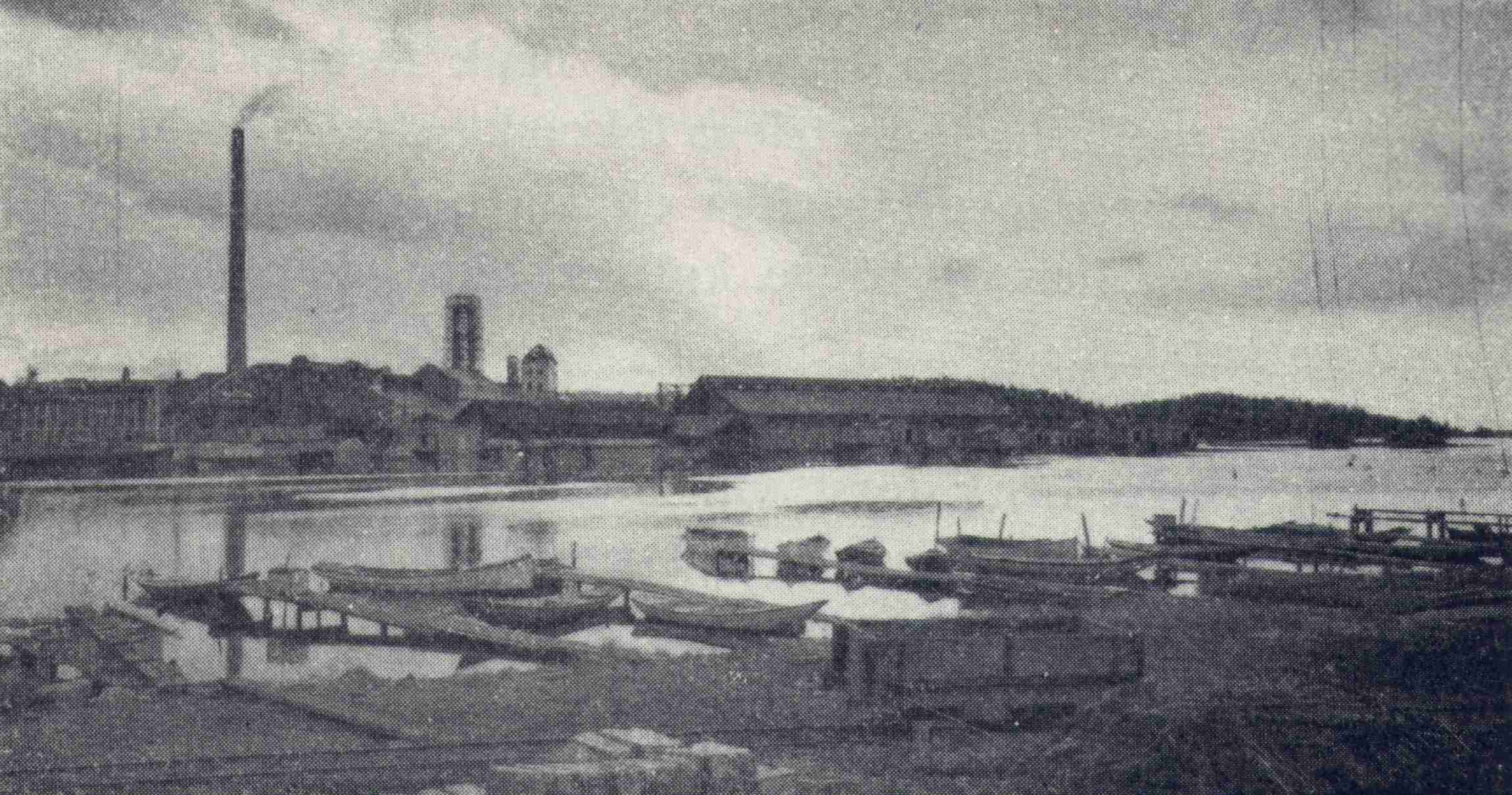
Iggesunds bruk år 1923.

### Tätorter i kommunen 1960
| Tätort    | Folkmängd |
| --------- | --------- |
| Iggesund  | 3 407     |
| Njutånger | 855       |

Tätortsgraden i kommunen var den 1 november 1960 84,2 procent.

## Politik

### Mandatfördelning i valen 1938-1958
| 3 | 11 | 6 |  |  | 3 |

| 24 |

| 5 | 11 | 3 | 2 | 2 | 2 |

| 23 |

| 9 | 11 |  | 2 | 2 |

| 24 |

| 9 | 19 | 2 | 4 |  |

| 30 | 5 |

| 8 | 18 | 2 | 2 | 5 |

| 28 | 7 |

| 6 | 20 | 2 | 4 | 3 |

| 30 | 5 |

### Fotnoter
1. ↑  Per Andersson: Sveriges kommunindelning 1863-1993, Draking, Mjölby 1993, ISBN 91-87784-05-X, s. 88-89
2. 1 2   ( PDF) Folkräkningen den 31 december 1950, I, Areal och folkmängd inom särskilda förvaltningsområden m.m., Tätorter. Stockholm: Statistiska centralbyrån. 1952. sid. 104 & 107. Arkiverad från originalet den 1 oktober 2014. https://www.webcitation.org/6T09ZkyrB?url=http://www.scb.se/Grupp/Hitta_statistik/Historisk_statistik/_Dokument/SOS/Folkrakningen_1950_1.pdf. Läst 18 november 2017 Arkiverad 29 oktober 2013 hämtat från the Wayback Machine.
3. ↑   ( PDF) Folkräkningen den 1 november 1960, I, Folkmängd inom kommuner och församlingar efter kön, ålder, civilstånd m.m.. Stockholm: Statistiska centralbyrån. 1961. sid. 53 & 203. Arkiverad från originalet den 15 juli 2015. https://www.webcitation.org/6a1zkRbkC?url=http://www.scb.se/Grupp/Hitta_statistik/Historisk_statistik/_Dokument/SOS/Folkrakningen_1960_01.pdf. Läst 16 november 2017 Arkiverad 14 oktober 2013 hämtat från the Wayback Machine.
4. ↑   ( PDF) Folkräkningen den 1 november 1960, II, Folkmängd inom tätorter efter kön, ålder och civilstånd.. Stockholm: Statistiska centralbyrån. 1961. sid. 26. Arkiverad från originalet den 29 juni 2015. https://www.webcitation.org/6ZeEB9Ija?url=http://www.scb.se/Grupp/Hitta_statistik/Historisk_statistik/_Dokument/SOS/Folkrakningen_1960_02.pdf. Läst 16 november 2017 Arkiverad 24 september 2015 hämtat från the Wayback Machine.